# Rolando José Álvarez Lagos
Rolando José Álvarez Lagos (Manágua, 27 de novembro de 1966) é bispo nicaraguense da Igreja Católica Romana. Está à frente da Diocese de Matagalpa desde 2011.

## Biografia

### Origem e formação
Rolando José Álvarez Lagos nasceu em Manágua, numa família da classe operária. Durante a década de 1980, negou-se a prestar serviço militar obrigatório exigido pela Revolução Sandinista aos jovens.
Perseguido pelo regime, refugiou-se na Guatemala, onde ingressou no seminário católico. Ali estudou filosofia e teologia. Formou-se na Pontifícia Universidade Lateranense de Roma. Formou-se em filosofia pela Pontifícia Universidade Gregoriana de Roma. Ele completou outros cursos em preparação para sua ordenação na Congregação para o Clero e obteve um mestrado em doutrina social da Igreja na Universidade de Salamanca.
Foi ordenado sacerdote em 7 de dezembro de 1994 pela Arquidiocese de Manágua. Desde então, trabalhou como professor e prefeito no seminário da Arquidiocese de Manágua (1994-2006), como coordenador da pastoral juvenil da arquidiocese (desde 1998), como diretor da rádio católica Radio Nicaragua (desde 2001), como secretário do departamento de comunicação social da Conferência Episcopal da Nicarágua (desde 2003), como secretário de informação e porta-voz da Arquidiocese de Manágua (desde 2005), como coordenador da pastoral juvenil nacional (desde 2006), como pároco de a paróquia de São Francisco de Assis em Manágua (desde 2006) e como secretário do secretariado do Episcopado da América Central (desde 2009).
O Papa Bento XVI o nomeou bispo de Matagalpa em 8 de março de 2011. O arcebispo de Manágua, Leopoldo José Brenes Solórzano, conferiu-lhe a ordenação episcopal no dia 2 de abril do mesmo ano, na Catedral de Matagalpa. Os co-consagradores foram seu predecessor e bispo de Granada, Jorge Solórzano Pérez, e o núncio apostólico na Nicarágua, arcebispo Henryk Józef Nowacki.
Assumiu a responsabilidade de administrador apostólico da Diocese de Esteli em 6 de julho de 2021.

### Tensão com o regime Ortega
Em maio de 2018, Álvarez integrou a equipe da Conferência Episcopal que serviu de testemunha e mediadora no primeiro Diálogo Nacional entre o regime de Daniel Ortega e a oposição. A Nicarágua então vivia dias duma revolta cívica que praticamente havia paralisado todo o país com mais de cem barricadas nas ruas e nas rodovias e constantes marchas de protesto que chegaram a exigir a renúncia de Ortega.
“O diálogo nacional tem apenas um objetivo: mudar. A mudança é inevitável, não há outro caminho, não há outro propósito. A mudança está chegando e com ela a democratização da República da Nicarágua”, especificou o bispo pouco antes de as partes se sentarem à mesa de negociações. Ortega, no entanto, usou o diálogo para recuperar o fôlego e organizar uma repressão sangrenta com armas de guerra e forças militares e paramilitares para desmantelar os protestos. A Comissão Interamericana de Direitos Humanos (CIDH) estima que 355 mortes ocorreram nesses dias violentos.
Em março do ano seguinte, foi realizado o segundo Diálogo Nacional; desta vez, porém, o regime de Ortega vetou a posição do bispo Álvarez como testemunha e mediador, acusando-o de incitar o conflito belicoso. A Igreja Católica foi representada naquela ocasião apenas pelo cardeal Leopoldo Brenes, arcebispo de Manágua, e pelo núncio apostólico, Stanislaw Sommertag. Esse diálogo também falhou e, desde então, o regime manteve a campanha de assédio e perseguição contra os bispos e padres que considera terem apoiado a rebelião cidadã de 2018.
A crise se acentuou após as polêmicas eleições de novembro de 2021, nas quais Ortega foi reeleito para um quinto mandato, quarto consecutivo e segundo, juntamente com sua esposa, Rosario Murillo, como vice-presidente, com seus principais adversários na prisão. Com a Igreja Católica, as relações pioraram recentemente devido à prisão de sacerdotes, bem como a intimidação a outros clérigos, entre os quais, o bispo Álvarez.
Em agosto de 2022, Álvarez tornou-se alvo de investigação da polícia nicaraguense, chefiada por Francisco Díaz, cunhado do presidente Ortega. Em nota de imprensa publicada no dia 5, a Polícia da Nicarágua acusou autoridades da Igreja Católica em Matagalpa, e especificamente Dom Álvarez, de “usar a mídia e as redes sociais” para tentar “organizar grupos violentos, incitando-os a levar atos de ódio contra a população, causando um clima de ansiedade e desordem, alterando a paz e a harmonia na comunidade”. A partir de então, o prelado, junto com mais seis sacerdotes e seis leigos, foi detido na Cúria Episcopal de Matagalpa.
Depois de 2 semanas detidos na Cúria, no dia 19 de agosto a polícia invadiu e prendeu o Bispo e os nove que estavam com ele, levando-os até Manágua, onde serão investigados, Vilma Núñez, presidente do Centro Nicaraguense de Direitos Humanos (Cenidh), afirmou que a intervenção policial na cúria ocorreu com violência. O Papa Francisco expressou preocupação com as restrições à liberdade religiosa na Nicarágua no final daquele mês.
Em 13 de dezembro, Álvarez foi acusado de conspiração "por minar a integridade nacional e propagação de notícias falsas por meio de tecnologias de informação e comunicação em detrimento do Estado e da sociedade nicaraguense". Ele foi condenado a permanecer em prisão domiciliar. Em 8 de fevereiro de 2023, a Comissão das Conferências Episcopais da União Europeia apelou ao governo para libertar Álvarez.
Álvarez não estava entre os 222 presos políticos que o governo nicaraguense libertou para custódia dos EUA em 9 de fevereiro; Ortega disse que Álvarez se recusou a embarcar no voo para os Estados Unidos. Monsenhor Álvarez deveria ser julgado uma semana depois, mas em 10 de fevereiro o governo anunciou que Álvarez havia sido declarado traidor, destituído de sua cidadania e condenado a 26 anos de prisão.

Em 14 de janeiro de 2024, Ortega libertou Álvarez e o expulsou da Nicarágua. Álvarez, outro bispo, 15 padres e 2 seminaristas foram exilados para a Cidade do Vaticano.